# Ponte Nomentano
Ponte Nomentano (ve středověku nazývaný Pons Lamentanus) je most v Římě v Itálii, pocházející pravděpodobně z doby pozdní republiky, kterým byla převedena cesta Via Nomentana přes řeku Aniene. Most se původně nacházel již mimo území města, jeho součástí byly proto mostní věže, které sloužily jako ochrana důležité severní přístupové cesty k Římu.

## Historie

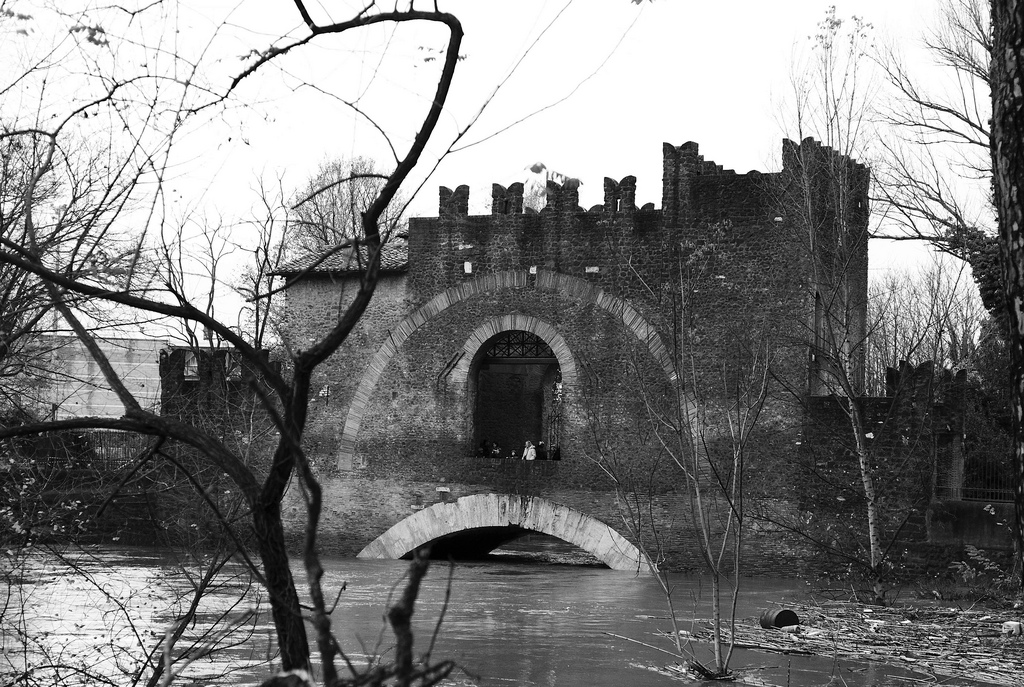
Během povodní v roce 2008

V antických dobách byl most umístěn vně Aurelianovy hradby, ve vzdálenosti 3,9 km od brány Porta Nomentana. Východořímský historik Prokopios zaznamenal, že byl most zničen kolem roku 547 n. l. Ostrogóty pod vedením jejich krále Totily, nicméně záhy byl opraven vítězným generálem Narsem v roce 552. Zachovalý pozdně republikánský hlavní oblouk ovšem ukazuje, že most mohl být poškozen jen částečně.
Spodní část mostních věží by měla pocházet podle nepotvrzené tradice z doby pontifikátu Hadriána I. (772-795), přičemž impozantní struktura podobná svou konstrukcí spíše pevnosti pochází z doby velké přestavby, která proběhla za papeže Mikuláše V. (1447-1455) po níž následovala řada menších oprav v letech 1461, 1470 a 1474.
V roce 1849 byl zkrácen na délku 7 m francouzskými jednotkami, které kontrolovaly Garibaldiho postup k Římu, ale záhy byl most opraven.
V současnosti je most obklopen parkem a je součástí samotného Říma. Pohyb po něm je omezen pouze pro chodce.

## Konstrukce
31,3 m dlouhá nadstavba si zachovala svůj středověký ráz, zatímco samotný most který je celkem dlouhý 60 m a široký 7,35 m se od doby antiky prakticky nezměnil. 15 m dlouhý hlavní oblouk se dá s jistotou přiřadit do doby pozdní Republiky či principátu Augusta, což naznačuje především jeho polokruhový tvar a provedení travertinové kamenické práce. Kromě toho lze do doby římské zařadit pouze některé další travertionové vrstvy v opěrných zdech. Oba boční cihlové oblouky byly vybudovány za pontifikátu Inocenta X. (1644-1655) a nahradily tak kamennou klenbu.
Další příklady opevněných mostů přes řeku Anienu představují Ponte Salario, Ponte Mammolo a středověký Ponte di San Francesco v Subiacu.

## Externí odkazy

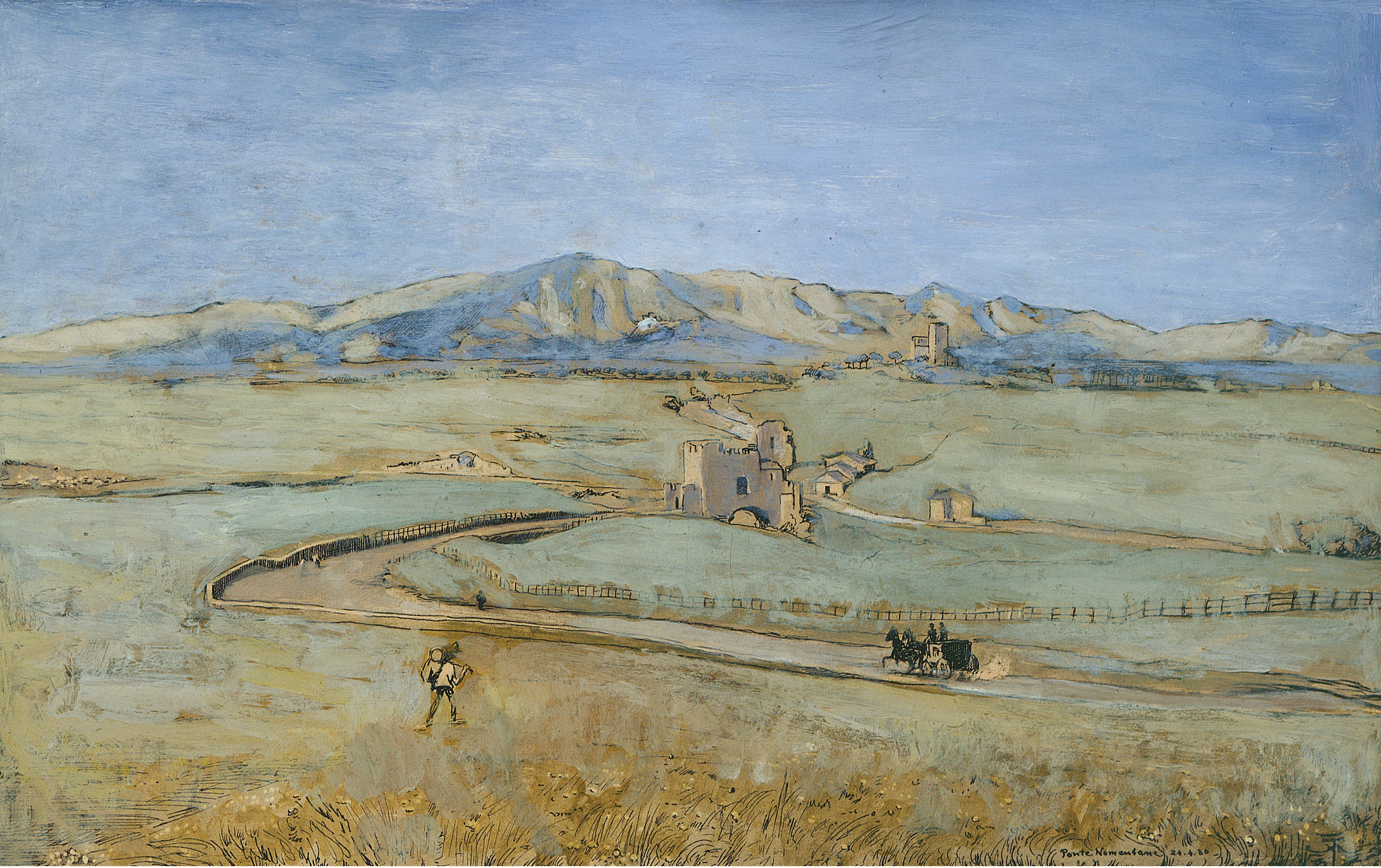
Most na malbě Hanse Thomy z roku 1880